# Tipula (Arctotipula) conjuncta conjuncta
Tipula (Arctotipula) conjuncta conjuncta is een ondersoort van de tweevleugelige Tipula (Arctotipula) conjuncta uit de familie langpootmuggen (Tipulidae). De ondersoort komt voor in het Palearctisch gebied.